# Lingua ostiaca
La lingua ostiaca o chanty (nome nativo: ханты ясаӈ, xanty jasaŋ; in russo хантыйский язык?, chantyjskij jazyk o anche остя́цкий, ostjáckij), è una lingua obugrica parlata in Russia, nel circondario autonomo degli Chanty-Mansi-Jugra.

## Distribuzione geografica
Secondo l'edizione 2009 di Ethnologue, l'ostiaco è parlato da circa 13.000 persone (principalmente Ostiachi) nel circondario autonomo dei Chanty-Mansi-Jugra nella Russia settentrionale ad est dei monti Urali.

## Classificazione
Fa parte delle lingue obugriche.

## Sistema di scrittura
L'ostiaco viene scritto con l'alfabeto cirillico.